# C/2011 UF305 LINEAR
C/2011 UF305 (LINEAR) è una cometa non periodica con orbita iperbolica e retrograda; al momento della scoperta, il 31 ottobre 2011, fu ritenuta un asteroide appartenente al gruppo dei centauri, in seguito ci si accorse della sua natura cometaria e furono trovate immagini di prescoperta risalenti ad oltre 3 mesi prima della scoperta.
Caratteristica di questa cometa è di avere l'orbita quasi perpendicolare all'orbita dei pianeti del sistema solare e di avere una piccola MOID con l'orbita di Saturno.
La cometa dovrebbe avere un nucleo cometario con un diametro dell'ordine dei 25 km, facendo di questa cometa una delle più grandi e massicce finora scoperta.